# James Wilson (obchodník)
James Wilson (3. června 1805 – 11. srpna 1860) byl skotský obchodník, ekonom, zakladatel časopisu The Economist a rovněž zakladatel Chartered Bank of India, Australia and China, která je od roku 1969 známá jako Standard Chartered.

## Život

### Mládí
Narodil se 3. června 1805 ve městě Hawick na jihu Skotska. Narodil se do silně věřící rodiny quakerů Williama a Alison Wilsonových jako jejich čtvrté dítě z celkových patnácti (jen deset se jich dožilo dospělosti). Od mala byl učen velké šetrnosti, ačkoli byl z bohaté rodiny. Jeho otec byl majitel malé ovčí farmy a měl továrnu na zpracování ovčí vlny, které se poměrně dobře dařilo. Wilsonova matka zemřela, když byl ještě velmi mladý.

### Počátky kariéry
Jako dítě byl samouk a byl veden k tomu, aby se stal učitelem, což ho ale nebavilo a říkal, že by byl raději tím nejpodřadnějším dělníkem v továrně jeho otce, než aby dělal učitele. Zvažoval, že by šel studovat právo na Faculty of Advocates, ale nakonec se rozhodl, že se vyučí v oboru ekonomie. V 16 letech tedy začal své učení v jedné kloboučnické továrně. Po této zkušenosti odešel i se svým bratrem do Londýna, kde začal své první podnikání.

## Kariéra

### Obchody
Když Wilson a jeho bratr odcházeli do Londýna, každý od otce dostal 2000 liber jako dar na cestu a z těchto peněz založili svou první továrnu Wilson, Irwin & Wilson. Tu v roce 1831 zrušili, ale Wilson sám dále pokračoval velmi úspěšně v obchodech až do roku 1837, kdy nastala krize a on přišel o téměř všechno své jmění, když prudce klesla cena indiga. Aby se vyhnul bankrotu, byl nucen prodat většinu svého majetku. Dalším významným krokem v jeho obchodní kariéře bylo založení banky, která se tehdy jmenovala Chartered Bank of India, Australia and China. Z této se později stala Standard Bank, která dala v roce 1969 za vznik dnešní Standard Chartered.

### The Economist
V roce 1843 Wilson založil týdeník The Economist, kterého byl 16 let i šéfredaktorem a výhradním vlastníkem. Původně se časopis zabýval hlavně zprávami ze světa obchodu a politiky. The Economist je vydáván týdně do dneška a kromě původních témat se v něm najdou i články zaměřené na vědu a techniku, případně také rubriky zabývající se knihami a uměním.

### Politika
Vzhledem ke zkušenostem, které měl James Wilson při svém působení v Britské východoindické společnosti, byl vybrán tehdejším ministerským předsedou britské vlády lordem Johnem Russellem, aby se staral o záležitosti ohledně Indie. Wilson ještě předtím, než se stal tímto, dá se říci, ministrem pro indické záležitosti, působil již několik let v britském parlamentu za Liberální stranu, jejímž členem byl. V roce 1859 opustil své úřady na Britských ostrovech a na žádost královny Viktorie odešel do Indie, kde měl pomoci restrukturalizovat finanční systém. Měl vytvořit nový daňový systém. Jeho úkolem bylo rovněž vytvořit novou měnu.

## Osobní život

### Rodina
James Wilson si v roce 1832 vzal Elizabeth Prestonovou, s níž měl šest dcer. Nejstarší si vzala za muže Waltera Bagehota, který byl mj. jedním z prvních editorů časopisu The Economist.

### Smrt
V Indii moc dlouho neúřadoval, jelikož se v létě roku 1860 nakazil úplavicí a 11. srpna jí podlehl. Ačkoli byl ve své době relativně známá a vážená osoba, byl pohřben v neoznačeném hrobě na hřbitově v Kalkatě.